# Mario Evaristo
Marino „Mario“ Evaristo (10. prosince 1908 – 30. dubna 1993) byl argentinský fotbalový útočník, který hrál za argentinský národní fotbalový tým. Byl členem argentinského týmu na Mistrovství světa ve fotbale 1930, který získal stříbro a spolu se svým starším bratrem Juanem, křídelním záložníkem, se stali prvními sourozenci, kteří se objevili ve finále Mistrovství světa ve fotbale.
Evaristo byl pokřtěn jako Marino, ale později si změnil jméno na Mario. V Argentině hrál za Sportivo Palermo, Club Atlético Independiente, Boca Juniors a Sportivo Barracas, z toho v Boce byl součástí týmu, který roku 1931 vyhrál Primera División (první profesionální ligový titul v Argentině).
Během své kariéry následně přesídlil do Evropy, kde hrál za Janov CFC v Itálii a za Nice a Antibes ve Francii.
Se svým bratrem Juanem měl více než 30 let na starosti mládežnické akademie Bocy Juniors.

## Úspěchy

### Boca Juniors
- Primera División: 1926, 1930, 1931
- Copa Estímulo: 1926

### Sportivo Barracas
- Amatérský šampionát AAAF: 1932

## Reprezentační góly
| #  | Datum              | Místo                                      | Soupeř   | Skóre | Výsledek | Soutěž                                    |
| -- | ------------------ | ------------------------------------------ | -------- | ----- | -------- | ----------------------------------------- |
| 1. | 10. listopadu 1929 | Estadio Gasómetro, Buenos Aires, Argentina | Paraguay | 1–0   | 4–1      | Mistrovství Jižní Ameriky ve fotbale 1929 |
| 2. | 22. července 1930  | Estadio Centenario, Montevideo, Uruguay    | Chile    | 3–1   | 3–1      | Mistrovství světa ve fotbale 1930         |